# Bulayima Mukuayanzo
Bulayima Mukuayanzo (ur. 26 stycznia 1969) – kongijski piłkarz występujący na pozycji bramkarza.

## Kariera klubowa
Mukuayanzo karierę rozpoczynał w 1986 roku w zespole DC Motema Pembe, z którym trzy razy zdobył Puchar Zairu (1990, 1991, 1993), a także raz mistrzostwo Zairu (1989). W 1993 roku przeszedł do holenderskiego Feyenoordu (Eredivisie). Spędził tam sezon 1993/1994, jednak nie rozegrał żadnego spotkania w barwach klubu. W 1994 roku odszedł do RBC Roosendaal z Eerste divisie i występował tam w sezonie 1994/1995. W latach 1997–1999 grał natomiast w chińskim zespole Jilin Aodong i był to jego ostatni klub w karierze.

## Kariera reprezentacyjna
W 1994 roku Mukuayanzo został powołany do reprezentacji Zairu na Puchar Narodów Afryki. Zagrał na nim w meczach z Mali (1:0) i Tunezją (1:1), a Zair odpadł z turnieju w ćwierćfinale.